# Camus – på liv och död
Camus – på liv och död är en fransk TV-film från 2010. Filmen handlar om de tio sista åren i den franske författaren och nobelpristagaren Albert Camus stormiga liv.
Filmen hade premiär den 6 januari 2010 på France 2. I Sverige visades filmen i SVT2 den 22 december 2010.

## Rollista i urval
- Stéphane Freiss – Albert Camus
- Anouk Grinberg – Francine Camus
- Gaëlle Bona – La Danoise
- Guillaume de Tonquédec – Michel Gallimard
- Florie Vialens – Anouchka Gallimard
- Chantal Mutel – Fernande
- Isabelle Rougerie – Christiane
- Camille de Sablet – Maria Casarès